# 国際サンゴ礁年
国際サンゴ礁年（こくさいさんごしょうねん、英: The ICRI Internationai Year of the Reef 2008）とは、「2008年にサンゴ礁保全のため、NPO、企業、行政、研究者、マスメディア、水族館、ダイビング指導団体などが連携した活動を行う1年」を目標としたスローガンである。
正式名称は国際サンゴ礁年2008。英語ではIYOR2008と略されている。

## 概要
国際的な協力の枠組み「国際サンゴ礁イニシアティブ（ICRI）」が2008年を「国際サンゴ礁年」にすることを決定した。
なお、日本はパラオとともに2005年7月から2007年6月まで議長国を担当していた。
- 「サンゴ礁と関連生態系の高い生態的、経済的、文化的な価値についての理解、 そして、そのサンゴ礁が重大な危機に直面しているという理解を広める」
- 「サンゴ礁と関連生態系の保全と持続可能な利用のための有効な管理戦略の策 定と実施のため、すべてのレベル（官、民、NGO、地域住民等）で、早急に行動を起こす」

という2つの目標を達成するために、各国で取り込みが展開されている。

## 日本での取り組み
日本では国際サンゴ礁年推進委員会が結成され、活動を促進している。
サンゴ礁保全に関する取り組みや主催するイベントを「活動リスト」として登録することができる。
複数の主体が集ってワーキンググループを結成することができ、現在、ダイビングワーキンググループ、科学者ワーキンググループ、環境教育ワーキンググループ、沖縄ワーキンググループなどが結成され、セクターを超えた自発的な取り組みが展開されている。